# (2779) Mary
(2779) Mary est un astéroïde de la ceinture principale.

## Description
(2779) Mary est un astéroïde de la ceinture principale. Il fut découvert le 6 février 1981 à la station Anderson Mesa par Norman G. Thomas. Il présente une orbite caractérisée par un demi-grand axe de 2,21 UA, une excentricité de 0,06 et une inclinaison de 3,9° par rapport à l'écliptique.

## Compléments